# Žirovnice (rivière)
La Žirovnice est une rivière de République tchèque d'une longueur de 29,9 km qui coule dans la région de Vysočina. Elle est un affluent de la Nežárka, dans le bassin de l'Elbe.